# Czesław Łagoda
Czesław Łagoda (ur. 30 czerwca 1897 w Poznaniu, zm. 8 października 1963 w Gorzowie Wielkopolskim) – podporucznik pilot Wojska Polskiego, żołnierz armii cesarstwa niemieckiego, powstaniec wielkopolski, uczestnik wojny polsko-bolszewickiej, kawaler Orderu Virtuti Militari.

## Życiorys
Syn Jana i Małgorzaty z Jeżewskich. Ukończył szkołę handlową w Poznaniu a następnie został 2 czerwca 1916 roku powołany do odbycia służył w armii cesarstwa niemieckiego, otrzymał przydział do artylerii polowej. Już wkrótce, 3 października 1916 roku, został przeniesiony do Luftstreitkräfte. Został przydzielony do 14 eskadry lotniczej (Fliegerkompanie), gdzie przeszedł przeszkolenie lotnicze w zakresie pilotażu. Następnie walczył w formacjach lotniczych na froncie zachodnim. 12 lutego 1918 roku został skierowany na specjalny kurs w Brzegu, który ukończył 10 listopada.
Po zwolnieniu ze służby w armii niemieckiej zgłosił się do służby w wojska wielkopolskiego i wziął udział w powstaniu wielkopolskim. Jako doświadczony lotnik otrzymał w marcu 1919 roku przydział do 3. wielkopolskiej eskadry lotniczej. 14 października 1919 roku wyruszył na Front Litewsko-Białoruski i walczył podczas wojny polsko-bolszewickiej. 28 października, w załodze z kpr. obs. Kazimierzem Szczepańskim, przeprowadził bombardowanie pozycji Armii Czerwonej. W tym samym locie przeprowadzili również rozpoznanie i wykonali fotografie pozycji nieprzyjaciela.

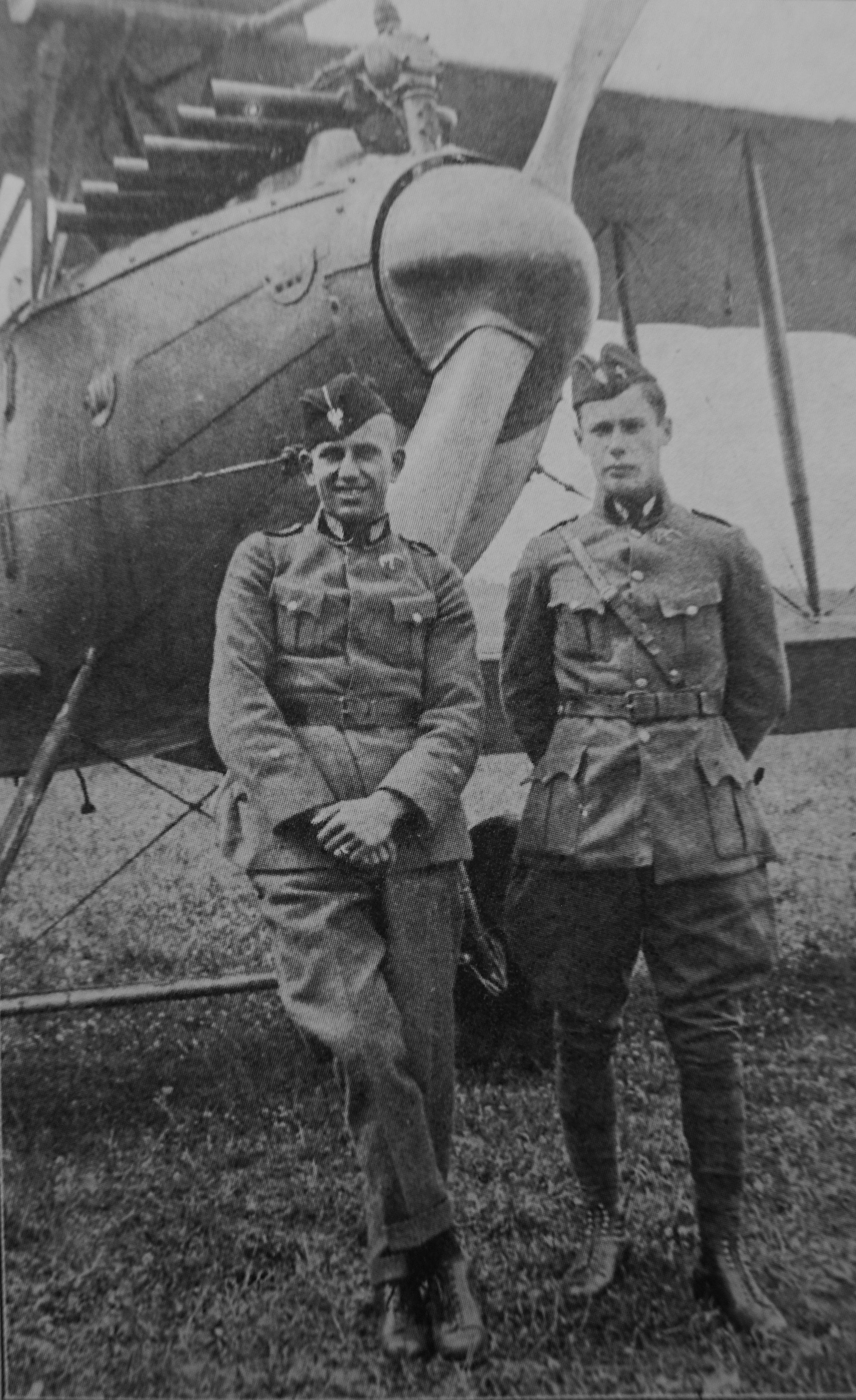
Sierż. pilot Czesław Łagoda i pchor. obs. Kazimierz Szczepański (1920)

17 kwietnia, w załodze z ppor. obs. Konstantym Koziełło, wziął udział w grupowym nalocie na nieprzyjacielskie lotnisko w Sławnoje, skąd starowały samoloty myśliwskie Armii Czerwonej. 1 maja wykonywał, w załodze z pchor. obs. Kazimierzem Giełdą, lot rozpoznawczy na trasie Borysów — Pryjamino podczas którego bombardowali również stację kolejową Pryjamino. Nad stacją zostali zaatakowani przez cztery nieprzyjacielskie myśliwce. W trakcie walki polskim lotnikom udało obronić przed zestrzeleniem i powrócić na własne lotnisko, pomimo uszkodzenia samolotu. Samolot DFW C.V nie nadawał się do dalszych lotów, wymagał remontu.
Wyróżnił się odwagą i walecznością podczas obrony Mińska w maju 1920 roku. Wykonał wtedy ponad 10 lotów bojowych, jeden z nich zakończył się przymusowym lądowaniem w płonącym samolocie na ziemi niczyjej. 14 maja 1920 roku został szefem pilotów i oficerem technicznym w 14 eskadry wywiadowczej. Łącznie odbył 60 lotów bojowych, podczas których stoczył 6 walk powietrznych.
Po zakończeniu działań wojennych służył w 3. pułku Lotniczym, z którego został 22 czerwca 1921 roku bezterminowo urlopowany. 7 lipca 1926 został mianowany na stopień podporucznika ze starszeństwem z 1 lipca 1925 i 4. lokatą w korpusie oficerów rezerwy aeronautycznych. Zmarł 8 października 1963. Został pochowany na Cmentarzu Komunalnym w Gorzowie Wielkopolskim (1A/10/10).

## Ordery i odznaczenia
Za swą służbę otrzymał odznaczenia:
- Krzyż Srebrny Orderu Wojskowego Virtuti Militari nr 8082 – 27 lipca 1922[10],
- Krzyż Walecznych,
- Polowa Odznaka Pilota nr 95 – 11 listopada 1928 „za loty bojowe nad nieprzyjacielem w czasie wojny 1918–1920”[11]